# Spielvereinigung Greuther Fürth 2022-2023
Questa voce raccoglie le informazioni riguardanti la Spielvereinigung Greuther Fürth nelle competizioni ufficiali della stagione 2022-2023.

## Stagione
Nella stagione 2022-2023 il Greuther Fürth, allenato da Marc Schneider e Alexander Zorniger, concluse il campionato di 2. Bundesliga al 12º posto. In Coppa di Germania il Greuther Fürth fu eliminato al primo turno dal Kickers Stoccarda.

## Rosa
| N. |                     | Ruolo | Calciatore        |
| -- | ------------------- | ----- | ----------------- |
| 1  | Svezia (bandiera)   | P     | Andreas Linde     |
| 2  | Germania (bandiera) | D     | Simon Asta        |
| 3  | Germania (bandiera) | D     | Oualid Mhamdi     |
| 4  | Polonia (bandiera)  | D     | Damian Michalski  |
| 5  | Tunisia (bandiera)  | D     | Oussama Haddadi   |
| 6  | Germania (bandiera) | C     | Sidney Raebiger   |
| 7  | Germania (bandiera) | A     | Robin Kehr        |
| 8  | Germania (bandiera) | C     | Nils Seufert      |
| 9  | Francia (bandiera)  | A     | Afimico Pululu    |
| 10 | Svezia (bandiera)   | A     | Branimir Hrgota   |
| 11 | Nigeria (bandiera)  | A     | Dickson Abiama    |
| 13 | Germania (bandiera) | C     | Max Christiansen  |
| 16 | Germania (bandiera) | A     | Lukas Petkov      |
| 17 | Germania (bandiera) | C     | Lucien Littbarski |
| 18 | Germania (bandiera) | D     | Marco Meyerhöfer  |
| 19 | Germania (bandiera) | D     | Oliver Fobassam   |

| N. |                        | Ruolo | Calciatore          |
| -- | ---------------------- | ----- | ------------------- |
| 20 | Germania (bandiera)    | C     | Tobias Raschl       |
| 22 | Germania (bandiera)    | D     | Sebastian Griesbeck |
| 23 | Germania (bandiera)    | D     | Gideon Jung         |
| 24 | Germania (bandiera)    | D     | Marco John          |
| 25 | Germania (bandiera)    | P     | Leon Schaffran      |
| 27 | Germania (bandiera)    | D     | Luca Itter          |
| 30 | Germania (bandiera)    | A     | Armindo Sieb        |
| 31 | Germania (bandiera)    | C     | Devin Angleberger   |
| 33 | Germania (bandiera)    | D     | Maximilian Dietz    |
| 34 | Lituania (bandiera)    | D     | Natanas Žebrauskas  |
| 36 | Germania (bandiera)    | C     | Philipp Müller      |
| 37 | Stati Uniti (bandiera) | A     | Julian Green        |
| 39 | Germania (bandiera)    | A     | Ragnar Ache         |
| 40 | Germania (bandiera)    | D     | Ben Schlicke        |
| 41 | Finlandia (bandiera)   | P     | Lasse Schulz        |

## Organigramma societario
Area tecnica
- Allenatore: Alexander Zorniger
- Allenatore in seconda: Stefan Kleineheismann, Jurek Rohrberg, Rainer Widmayer
- Preparatore dei portieri: Christian Fiedler
- Preparatori atletici: Michael Schleinkofer

## Calciomercato

### Sessione estiva
| Acquisti | Acquisti          | Acquisti              | Acquisti |
| R.       | Nome              | da                    | Modalità |
| -------- | ----------------- | --------------------- | -------- |
| D        | Damian Michalski  | Wisła Płock           |          |
| D        | Marco John        | Hoffenheim            |          |
| A        | Ragnar Ache       | Eintracht Francoforte |          |
| C        | Devin Angleberger | Greuther Fürth U19    |          |
| C        | Lucien Littbarski | Wolfsburg U19         |          |
| D        | Oualid Mhamdi     | Viktoria Colonia      |          |
| C        | Sidney Raebiger   | RB Lipsia             |          |
| P        | Lasse Schulz      | Greuther Fürth II     |          |
| C        | Nils Seufert      | Sandhausen            |          |
| A        | Armindo Sieb      | Bayern Monaco II      |          |

| Cessioni | Cessioni           | Cessioni       | Cessioni |
| R.       | Nome               | a              | Modalità |
| -------- | ------------------ | -------------- | -------- |
| P        | Sascha Burchert    | St. Pauli      |          |
| D        | Abdourahmane Barry | Amiens         |          |
| D        | Maximilian Bauer   | Augusta        |          |
| P        | Marius Funk        | Ingolstadt 04  |          |
| C        | Jamie Leweling     | Union Berlino  |          |
| A        | Jessic Ngankam     | Hertha Berlino |          |
| A        | Håvard Nielsen     | Hannover 96    |          |
| C        | Paul Seguin        | Union Berlino  |          |
| C        | Mert-Yusuf Torlak  | Alanyaspor     |          |
| D        | Nick Viergever     | Utrecht        |          |

### Sessione invernale
| Acquisti | Acquisti     | Acquisti | Acquisti |
| R.       | Nome         | da       | Modalità |
| -------- | ------------ | -------- | -------- |
| A        | Lukas Petkov | Augusta  |          |

| Cessioni | Cessioni        | Cessioni       | Cessioni |
| R.       | Nome            | a              | Modalità |
| -------- | --------------- | -------------- | -------- |
| C        | Timothy Tillman | Los Angeles FC |          |
| C        | Jeremy Dudziak  | Hatayspor      |          |

## Risultati

### 2. Bundesliga

#### Girone di andata
| Arbitro: | Braun |

|                       |           |                               |
| Green 48’ Tillman 76’ | Marcatori | 29’ Becker 80’ (rig.) Mühling |

| Arbitro: | Stegemann |

|                              |           |  |
| Daferner 15’ Wintzheimer 81’ | Marcatori |  |

| Arbitro: | Aarnink |

|          |           |                     |
| Ache 57’ | Marcatori | 66’ (rig.) Wanitzek |

| Arbitro: | Reichel |

|                           |           |                        |
| Hoffmann 63’ Kownacki 72’ | Marcatori | 43’, 78’ (rig.) Hrgota |

| Arbitro: | Stieler |

|            |           |                                        |
| Raschl 13’ | Marcatori | 46’ Hercher 54’ Wunderlich 79’ Redondo |

| Arbitro: | Willenborg |

|                       |           |            |
| Beier 52’ Nielsen 86’ | Marcatori | 81’ Pululu |

| Arbitro: | Petersen |

|                              |           |                         |
| Hrgota 48’ Irvine 52’ (aut.) | Marcatori | 19’ Hartel 85’ Metcalfe |

| Arbitro: | Burda |

|                          |           |               |
| Piccini 38’ Kwarteng 86’ | Marcatori | 42’ Michalski |

| Arbitro: | Heft |

|                          |           |            |
| Michalski 42’ Hrgota 73’ | Marcatori | 49’ Srbeny |

| Arbitro: | Lechner |

|           |           |             |
| Green 48’ | Marcatori | 12’ Esswein |

| Arbitro: | Bacher |

|                     |           |                        |
| Caliskaner 42’, 62’ | Marcatori | 34’ Michalski 74’ Asta |

| Arbitro: | Winter |

|                     |           |                             |
| Hrgota 20’ Ache 60’ | Marcatori | 57’ Fröde 90’ (rig.) Malone |

| Arbitro: | Braun |

|                                            |           |            |
| Mainka 9’ Kleindienst 33’ Beste 56’ (rig.) | Marcatori | 52’ Hrgota |

| Arbitro: | Brych |

|          |           |  |
| Sieb 30’ | Marcatori |  |

| Arbitro: | Waschitzki-Günther |

|  |           |          |
|  | Marcatori | 41’ Sieb |

| Arbitro: | Jöllenbeck |

|         |           |  |
| Sieb 8’ | Marcatori |  |

| Arbitro: | Osmers |

|          |           |               |
| Karic 2’ | Marcatori | 42’ Michalski |

#### Girone di ritorno
| Arbitro: | Exner |

|                     |           |            |
| Wahl 46’ Lorenz 84’ | Marcatori | 30’ Abiama |

| Arbitro: | Stieler |

|          |           |  |
| Ache 90’ | Marcatori |  |

| Arbitro: | Ittrich |

|                                  |           |                       |
| Wanitzek 36’ (rig.) Kaufmann 73’ | Marcatori | 21’ (aut.) Breithaupt |

| Arbitro: | Fritz |

|               |           |              |
| Ache 28’, 57’ | Marcatori | 67’ Peterson |

| Arbitro: | Ittrich |

|                                |           |            |
| Boyd 22’ Hercher 66’ Kraus 69’ | Marcatori | 62’ Hrgota |

| Arbitro: | Heft |

|                   |           |              |
| Hrgota 57’ (rig.) | Marcatori | 54’ Weydandt |

| Arbitro: | Zwayer |

|                           |           |         |
| Saliakas 13’ Afolayan 55’ | Marcatori | 6’ Ache |

| Arbitro: | Exner |

|                                       |           |  |
| Green 64’ Heber 69’ (aut.) Petkov 75’ | Marcatori |  |

| Arbitro: | Bacher |

|                                         |           |                       |
| Schallenberg 13’ Muslija 61’ Conteh 76’ | Marcatori | 82’ Abiama 87’ Hrgota |

| Arbitro: | Petersen |

|  |           |                    |
|  | Marcatori | 9’ Hrgota 26’ Ache |

| Arbitro: | Alt |

|                             |           |           |
| Green 66’ (rig.) Abiama 77’ | Marcatori | 48’ Owusu |

| Arbitro: | Ittrich |

|                         |           |  |
| Fröling 50’ Dressel 66’ | Marcatori |  |

| Arbitro: | Zwayer |

|  |           |                          |
|  | Marcatori | 7’ Kleindienst 51’ Beste |

| Arbitro: | Stieler |

|           |           |                   |
| Lasme 17’ | Marcatori | 26’ (rig.) Hrgota |

| Arbitro: | Hartmann |

|                |           |                     |
| Green 23’, 54’ | Marcatori | 10’ Ujah 47’ Pherai |

| Arbitro: | Waschitzki-Günther |

|                             |           |            |
| Muheim 27’ Bénes 69’ (rig.) | Marcatori | 84’ Petkov |

| Arbitro: | Winter |

|                                        |           |  |
| Raschl 50’ Asta 58’ Sieb 71’ Green 78’ | Marcatori |  |

### Coppa di Germania
| Arbitro: | Gerach |

|                      |           |  |
| Zagaria 9’ Braig 89’ | Marcatori |  |

## Statistiche

### Statistiche di squadra
| Competizione      | Punti | In casa | In casa | In casa | In casa | In casa | In casa | In trasferta | In trasferta | In trasferta | In trasferta | In trasferta | In trasferta | Totale | Totale | Totale | Totale | Totale | Totale | DR |
| Competizione      | Punti | G       | V       | N       | P       | Gf      | Gs      | G            | V            | N            | P            | Gf           | Gs           | G      | V      | N      | P      | Gf     | Gs     | DR |
| ----------------- | ----- | ------- | ------- | ------- | ------- | ------- | ------- | ------------ | ------------ | ------------ | ------------ | ------------ | ------------ | ------ | ------ | ------ | ------ | ------ | ------ | -- |
| 2. Bundesliga     | 41    | 17      | 8       | 7       | 2       | 28      | 19      | 17           | 2            | 4            | 11           | 19           | 31           | 34     | 10     | 11     | 13     | 47     | 50     | -3 |
| Coppa di Germania | -     | 0       | 0       | 0       | 0       | 0       | 0       | 1            | 0            | 0            | 1            | 0            | 2            | 1      | 0      | 0      | 1      | 0      | 2      | -2 |
| Totale            | 41    | 17      | 8       | 7       | 2       | 28      | 19      | 18           | 2            | 4            | 12           | 19           | 33           | 35     | 10     | 11     | 14     | 47     | 52     | -5 |

### Andamento in campionato
| Giornata  | 1 | 2  | 3  | 4  | 5  | 6  | 7  | 8  | 9  | 10 | 11 | 12 | 13 | 14 | 15 | 16 | 17 | 18 | 19 | 20 | 21 | 22 | 23 | 24 | 25 | 26 | 27 | 28 | 29 | 30 | 31 | 32 | 33 | 34 |
| --------- | - | -- | -- | -- | -- | -- | -- | -- | -- | -- | -- | -- | -- | -- | -- | -- | -- | -- | -- | -- | -- | -- | -- | -- | -- | -- | -- | -- | -- | -- | -- | -- | -- | -- |
| Luogo     | C | T  | C  | T  | C  | T  | C  | T  | C  | C  | T  | C  | T  | C  | T  | C  | T  | T  | C  | T  | C  | T  | C  | T  | C  | T  | T  | C  | T  | C  | T  | C  | T  | C  |
| Risultato | N | P  | N  | N  | P  | P  | N  | P  | V  | N  | N  | N  | P  | V  | V  | V  | N  | P  | V  | P  | V  | P  | N  | P  | V  | P  | V  | V  | P  | P  | N  | N  | P  | V  |
| Posizione | 9 | 15 | 14 | 15 | 15 | 17 | 16 | 18 | 17 | 17 | 17 | 16 | 18 | 16 | 14 | 9  | 10 | 11 | 10 | 11 | 10 | 11 | 11 | 13 | 11 | 12 | 11 | 10 | 11 | 12 | 12 | 12 | 12 | 12 |

Legenda:

Luogo: C = Casa; T = Trasferta. Risultato: V = Vittoria; N = Pareggio; P = Sconfitta.

### Statistiche dei giocatori
| Giocatore       | 2. Bundesliga | 2. Bundesliga | 2. Bundesliga | 2. Bundesliga | Coppa di Germania | Coppa di Germania | Coppa di Germania | Coppa di Germania | Totale   | Totale | Totale      | Totale     |
| Giocatore       | Presenze      | Reti          | Ammonizioni   | Espulsioni    | Presenze          | Reti              | Ammonizioni       | Espulsioni        | Presenze | Reti   | Ammonizioni | Espulsioni |
| --------------- | ------------- | ------------- | ------------- | ------------- | ----------------- | ----------------- | ----------------- | ----------------- | -------- | ------ | ----------- | ---------- |
| D. Abiama       | 30            | 3             | 3             | 1             | 0                 | 0                 | 0                 | 0                 | 30       | 3      | 3           | 1          |
| R. Ache         | 32            | 7             | 3             | 0             | 1                 | 0                 | 0                 | 0                 | 33       | 7      | 3           | 0          |
| D. Angleberger  | 1             | 0             | 0             | 0             | 0                 | 0                 | 0                 | 0                 | 1        | 0      | 0           | 0          |
| S. Asta         | 31            | 2             | 4             | 1             | 1                 | 0                 | 0                 | 0                 | 32       | 2      | 4           | 1          |
| M. Christiansen | 31            | 0             | 6             | 0             | 1                 | 0                 | 1                 | 0                 | 32       | 0      | 7           | 0          |
| M. Dietz        | 4             | 0             | 0             | 0             | 0                 | 0                 | 0                 | 0                 | 4        | 0      | 0           | 0          |
| J. Dudziak      | 10            | 0             | 1             | 0             | 1                 | 0                 | 1                 | 0                 | 11       | 0      | 2           | 0          |
| O. Fobassam     | 4             | 0             | 1             | 0             | 0                 | 0                 | 0                 | 0                 | 4        | 0      | 1           | 0          |
| J. Green        | 28            | 7             | 2             | 0             | 1                 | 0                 | 0                 | 0                 | 29       | 7      | 2           | 0          |
| S. Griesbeck    | 26            | 0             | 7             | 0             | 0                 | 0                 | 0                 | 0                 | 26       | 0      | 7           | 0          |
| O. Haddadi      | 31            | 0             | 4             | 0             | 1                 | 0                 | 0                 | 0                 | 32       | 0      | 4           | 0          |
| B. Hrgota       | 33            | 11            | 5             | 0             | 1                 | 0                 | 0                 | 0                 | 34       | 11     | 5           | 0          |
| L. Itter        | 19            | 0             | 2             | 0             | 1                 | 0                 | 0                 | 0                 | 20       | 0      | 2           | 0          |
| M. John         | 25            | 0             | 3             | 0             | 0                 | 0                 | 0                 | 0                 | 25       | 0      | 3           | 0          |
| G. Jung         | 17            | 0             | 3             | 2             | 0                 | 0                 | 0                 | 0                 | 17       | 0      | 3           | 2          |
| R. Kehr         | 0             | 0             | 0             | 0             | 0                 | 0                 | 0                 | 0                 | 0        | 0      | 0           | 0          |
| A. Linde        | 30            | 0             | 1             | 0             | 0                 | 0                 | 0                 | 0                 | 30       | 0      | 1           | 0          |
| L. Littbarski   | 0             | 0             | 0             | 0             | 0                 | 0                 | 0                 | 0                 | 0        | 0      | 0           | 0          |
| M. Meyerhöfer   | 16            | 0             | 0             | 0             | 0                 | 0                 | 0                 | 0                 | 16       | 0      | 0           | 0          |
| O. Mhamdi       | 7             | 0             | 2             | 0             | 1                 | 0                 | 0                 | 0                 | 8        | 0      | 2           | 0          |
| D. Michalski    | 23            | 4             | 4             | 0             | 0                 | 0                 | 0                 | 0                 | 23       | 4      | 4           | 0          |
| P. Müller       | 0             | 0             | 0             | 0             | 0                 | 0                 | 0                 | 0                 | 0        | 0      | 0           | 0          |
| L. Petkov       | 15            | 2             | 1             | 0             | 0                 | 0                 | 0                 | 0                 | 15       | 2      | 1           | 0          |
| A. Pululu       | 13            | 1             | 1             | 0             | 0                 | 0                 | 0                 | 0                 | 13       | 1      | 1           | 0          |
| S. Raebiger     | 3             | 0             | 0             | 0             | 0                 | 0                 | 0                 | 0                 | 3        | 0      | 0           | 0          |
| T. Raschl       | 29            | 2             | 4             | 0             | 1                 | 0                 | 0                 | 0                 | 30       | 2      | 4           | 0          |
| L. Schaffran    | 5             | 0             | 1             | 0             | 1                 | 0                 | 0                 | 0                 | 6        | 0      | 1           | 0          |
| B. Schlicke     | 0             | 0             | 0             | 0             | 0                 | 0                 | 0                 | 0                 | 0        | 0      | 0           | 0          |
| L. Schulz       | 0             | 0             | 0             | 0             | 0                 | 0                 | 0                 | 0                 | 0        | 0      | 0           | 0          |
| N. Seufert      | 4             | 0             | 0             | 0             | 0                 | 0                 | 0                 | 0                 | 4        | 0      | 0           | 0          |
| A. Sieb         | 30            | 4             | 3             | 0             | 1                 | 0                 | 0                 | 0                 | 31       | 4      | 3           | 0          |
| T. Tillman      | 15            | 1             | 0             | 1             | 1                 | 0                 | 0                 | 0                 | 16       | 1      | 0           | 1          |
| J. Willems      | 1             | 0             | 0             | 0             | 1                 | 0                 | 1                 | 0                 | 2        | 0      | 1           | 0          |
| N. Žebrauskas   | 1             | 0             | 0             | 0             | 0                 | 0                 | 0                 | 0                 | 1        | 0      | 0           | 0          |